# The Man From Utopia
The Man From Utopia Frank Zappin je album iz 1983. godine. Na albumu se nalazi deset pjesama, a digitalno reizdanje izlazi godine 1995. s jednom bonus pjesmom (Luigi & the Wise Guys). Sve pjesme na albumu napisao je Frank Zappa.

## Popis pjesama

### Originalno izdanje (1983)

#### Strana prva
1. "Cocaine Decisions" – 2:56
2. "The Dangerous Kitchen" – 2:51
3. "Tink Walks Amok" – 3:40
4. "The Radio Is Broken" – 5:52
5. "Mōggio" – 3:05

#### Strana druga
1. Medley consisting of "The Man from Utopia" (Donald and Doris Woods) and "Mary Lou" (Obie Jessie) – 3:19
2. "Stick Together" – 3:50
3. "SEX" – 3:00
4. "The Jazz Discharge Party Hats" – 4:30
5. "We Are Not Alone" – 3:31

### Reizdanje (1995)
1. "Cocaine Decisions" – 3:53
2. "SEX" – 3:44
3. "Tink Walks Amok" – 3:39
4. "The Radio Is Broken" – 5:51
5. "We Are Not Alone" – 3:18
6. "The Dangerous Kitchen" – 2:51
7. "The Man from Utopia Meets Mary Lou" – 3:22
8. "Stick Together" – 3:14
9. "The Jazz Discharge Party Hats" – 4:29
10. "Luigi & the Wise Guys" (Bonus track) – 3:25
11. "Mōggio" – 2:35

## Popis glazbenika i ostalih osoba s albuma
- Frank Zappa – gitara, vokal, ritam mašina
- Steve Vai – gitara, akustična gitara
- Ray White – gitara, vokal
- Roy Estrada – vokal
- Bob Harris –  sopran
- Ike Willis – vokal
- Bobby Martin – klavijature, saksofon, vokal
- Tommy Mars – klavijature
- Arthur Barrow – klavijature, bas-gitara, ritam gitara
- Ed Mann – udaraljke
- Scott Thunes – bas
- Chad Wackerman – bubnjevi
- Vinnie Colaiuta – bubnjevi
- Craig "Twister" Steward – harmonika
- Dick Fegy – mandolina
- Marty Krystall – saksofon